# Pseudunela eirene
Pseudunela eirene is een slakkensoort uit de familie van de Pseudunelidae. De wetenschappelijke naam van de soort is voor het eerst geldig gepubliceerd in 1988 door Wawra.